# المطمورة (فلم)
المطمورة هو فيلم تلفزيوني مغربي صدر سنة 2009، من إخراج حسن بنجلون، وبطولة كل من هشام بهلول، عبد الرحيم المنياري، محمد الأثير، مريم أجدو، عزيز حطاب، مصطفى سلمات. يتطرق الفيلم لمرحلة المقاومة المغربية للاستعمار الفرنسي، وذلك من خلال قصة الهَبَّات الشعبية بالمدن والبوادي المغربية ضد نفي سلطات الحماية آنذاك للملك محمد الخامس.

## القصة
تنطلق أحداث الفيلم من مدينة سطات، إذ شرع مجموعة من الشباب في تأطير انتفاضات ضد قرار نفي سلطات الحماية آنذاك للملك محمد الخامس، من بينهم «ميلود»، الذي يختفي بقريته في الشاوية، حيث الجميع منشغل بالموسم، ولدى وصول «عمر» و«الجيلالي» إلى القرية، رفض «العربي» والد «ميلود»، الفارس المعتز بنفسه، وعلام السربة، أن يمنح فرسه لزوجة الفرنسي "موريس"، ضابط المنطقة، فتندلع سلسلة أحداث في القرية.
ويزيد «القائد الميدوني»، الملاّك الغني والطاغية وعميل سلطات الحماية، من خطورة الوضعية بإلقائه «العربي» في المطمورة. ويوزع الوطنيون صور الملك الشرعي محمد الخامس على سكان القرية. وفي إحدى الليالي يحدث أن يرى أهالي القرية، بإيحاء من الوطنيين من جهة، ومن مشاعرهم الجياشة من جهة أخرى، وجه الملك الشرعي المنفي على صفحة القمر. وينظم «أوليدات الوطن»، كما يطلق عليهم، القادمون من المدينة بمساعدة من سكان القرية «بوشعيب» و«الوزاني» والآخرين المقاومة والهجمات المسلحة.
وتجري مهاجمة حراس القائد وتجريدهم من أسلحتهم، وكذا تفجير كشك الدخان (رمز العمالة) بقنبلة، وتصير الفانتازيا مسخرة بغياب علامها في المطمورة، حيث يلفظ أنفاسه الأخيرة شهيدا للكرامة وعزة النفس.
وأمام احتداد التمرد العام وتضامن المواطنين، يعود «شيشا»، ضابط الشرطة القادم خصيصا من الدار البيضاء، خالي الوفاض، وتؤدي الأحداث الخطيرة في كل مكان بالمغرب إلى فرار المستعمرين وعملائهم، فيُلقي المواطنون الغاضبون بالقائد الذي تُرِك وحيدا في المطمورة.

## طاقم التمثيل
- هشام بهلول بدور ميلود
- عبد الرحيم المنياري
- محمد الأثير
- مريم أجدو
- عزيز حطاب
- مصطفى سلمات بدور العربي
- فدوى طالب
- نزهة بدر
- حسناء مومني
- عبد الله شكيري
- مالك أخميس
- آمال صقر

## وصلات خارجية
- مقالات تستعمل روابط فنية بلا صلة مع ويكي بيانات